# Cloud 9 (film, 2014)
A Cloud 9 2014-es amerikai filmdráma, amelyet Paul Hoen rendezett. A főbb szerepekben Luke Benward, Dove Cameron, Kiersey Clemons, Mike C. Manning és Amy Farrington látható.
Az Amerikai Egyesült Államokban 2014. január 14-én volt a premierje, míg Magyarországon 2014. március 15-én mutatták be a Disney csatornán. Amerikában premier során 4,96 millió néző nézte meg.
A film a hódeszka versenyek vadító világában játszódik.

## Szereplők
| Szereplő          | Színész          | Magyar hang                                         |
| ----------------- | ---------------- | --------------------------------------------------- |
| Will Cloud        | Luke Benward     | Baráth István                                       |
| Kayla Morgan      | Dove Cameron     | Hermann Lilla                                       |
| Skye Sailor       | Kiersey Clemons  | Tamási Nikolett                                     |
| Nick Swift        | Mike C. Manning  | Előd Álmos                                          |
| Mike Lam          | Colton Tran      | Berkes Bence                                        |
| Burke Brighton    | Dillon Lane      | Gacsal Ádám                                         |
| Dink              | Carlon Jeffery   | Ungvári Gergely                                     |
| Sam               | Andrew Caldwell  | Szvetlov Balázs                                     |
| Richard Morgan    | Patrick Fabian   | Czvetkó Sándor                                      |
| Andrea Cloud      | Amy Farrington   | Román Judit                                         |
| Sebastian Swift   | Jeffrey Nordling | Rosta Sándor                                        |
| Pia               | Victoria Moroles | Laudon Andrea                                       |
| Linds             | Tatum Chiniquy   | ?                                                   |
| Marshall          | Paul Kiernan     | Szűcs Sándor                                        |
| További szereplők |                  | Baradlay Viktor Erdős Borcsa Horváth-Töreki Gergely |

## Filmzene
| Cím                   | Előadó                       |
| --------------------- | ---------------------------- |
| "Cloud 9"             | Dove Cameron és Luke Benward |
| "Across the Sky"      | Nikki Flores és Don Benjamin |
| "Never Too Late"      | The PCH Crew feat. Mayru     |
| "I Want It All"       | Krankheadz                   |
| "One Girl Revolution" | Superchick                   |

## Nemzetközi premierek
| Ország / Régió                             | Csatorna                        | Premier           | Cím                     | Forrás |
| ------------------------------------------ | ------------------------------- | ----------------- | ----------------------- | ------ |
| Amerikai Egyesült Államok                  | Disney Channel (USA)            | 2014. január 17.  | Cloud 9                 | [ 6 ]  |
| Kanada                                     | Family Channel                  | 2014. január 17.  | Cloud 9                 | [ 7 ]  |
| Izrael                                     | Disney Channel (Izrael)         | 2014. február 20. | קלאוד 9                 | [ 8 ]  |
| Írország · Egyesült Királyság              | Disney Channel (UK és Írország) | 2014. február 28. | Cloud 9                 | [ 9 ]  |
| Oroszország                                | Disney Channel (Oroszország)    | 2014. március 1.  | Трамплин надежды        | [ 10 ] |
| Olaszország                                | Disney Channel (Olaszország)    | 2014. március 8.  | Cloud 9                 | [ 11 ] |
| Magyarország                               | Disney Channel                  | 2014. március 15. | Cloud 9                 | [ 12 ] |
| Csehország                                 | Disney Channel (Csehország)     | 2014. március 15. | Cloud 9                 | [ 12 ] |
| Románia                                    | Disney Channel (Románia)        | 2014. március 15. | Cloud 9                 | [ 13 ] |
| Lengyelország                              | Disney Channel (Lengyelország)  | 2014. március 15. | Cloud 9                 | [ 14 ] |
| Dánia · Finnország · Norvégia · Svédország | Disney Channel Skandinávia      | 2014. április 11. | Cloud 9                 | [ 15 ] |
| Belgium                                    | Disney Channel (Flandria)       | 2014. április 11. | De Ultieme Sprong       | [ 16 ] |
| Hollandia                                  | Disney Channel (Hollandia)      | 2014. április 12. | De Ultieme Sprong       | [ 17 ] |
| Franciaország                              | Disney Channel (Franciaország)  | 2014. április 22. | Cloud 9 l'ultime figure | [ 14 ] |
| Spanyolország                              | Disney Channel (Spanyolország)  | 2014. április     | Cloud 9                 | [ 18 ] |
| Brazília                                   | Disney Channel (Brazília)       | 2014. május 11.   | Cloud 9: Desafio Final  | [ 14 ] |